# Fernando Vera Sánchez
Fernando Antonio Vera Sánchez (Asunción, 30 de agosto de 1919-3 de marzo de 2010) fue un político, abogado y economista de Paraguay. Fue militante del Partido Revolucionario Febrerista (PRF) y presidente de dicho partido entre 1985 y 1988, y senador entre 1989 y 1993.

## Biografía
Cursó sus estudios primarios en la Escuela República de Argentina de Asunción, siendo el mejor egresado de su promoción. No pudo luego estudiar en el Colegio Nacional de la Capital, ya que este estaba siendo utilizado como hospital para atender a los heridos de la guerra del Chaco, sin embargo, gracias a una beca de la Asociación Germánica, pudo cursar finalmente sus estudios secundarios en el Colegio Alemán. En 1938, egresó del Colegio de Contadores.
Terminada la secundaria, empezó a estudiar en la Facultad de Derecho de la Universidad Nacional de Asunción, donde desde muy joven participaría del Centro de Estudiantes. Por criticar la injerencia del Partido Liberal en su casa de estudio, fue en confinamiento a Bella Vista, junto a Cesar Garay, presidente del Centro de Estudiantes, y otros dirigentes estudiantiles. Permanecieron allí hasta mayo de 1940. En 1942 iría nuevamente preso, a Fuerte Olimpo, por oponerse esta vez a la dictadura de Higinio Morínigo.
En 1944, se graduaría de abogado. Desde ese entonces, ya militaba en el Club Pedro P. Samaniego (PPS), cercano al febrerismo. Una de las demandas del PPS era una Constituyente para deshacer la Constitución autoritaria de 1940. El PPS organiaría varias manifestaciones en 1945, y Vera, que participó de ellas, debió luego entrar en la clandestinidad, para escapar a la represión del régimen. En agosto de 1945, Vera es apresado nuevamente, y enviado a Curuguaty. Logra escapar gracias a la ayuda de sus compañeros febreristas.

### Vida en EE. UU.
En 1945, Fred Fulgenci, diplomático norteamericano conoce a Vera, y sorprendido por sus buena oratoria y sus conocimientos, le consigue una beca para estudiar en la Ohio State University, por dos años. Cuando su beca terminó, tenía planeado volver al Paraguay, sin embargo no pudo hacerlo, por causa de la Guerra Civil; su nombre estaba en las listas negras del régimen unipartidista instaurado por el Partido Colorado.
En 1947, ingresó como junior economist en el Fondo Monetario Internacional, gracias a las recomendaciones de su profesor Thomas Kibler. Cuatro meses después, fue ascendido a Subjefe de División. En 1962, fue nombrado Director Asistente del Departamento del Hemisferio Occidental. En la década del 60 trabajaría en Perú, Polonia, Italia e Inglaterra, como jefe de misión. 
En 1976, fue nombrado como Director de la Oficina del FMI en Ginebra. En 1982, se jubilaría, y volvería al Paraguay.

## Actividad política
A pesar de sus años de burócrata en el FMI, Fernando Vera siempre siguió siendo un socialista convencido. El 31 de agosto de 1985, fue elegido presidente del Partido Revolucionario Febrerista, partido en el cual estaba afiliado desde joven. Durante su mandato, atacó fuertemente (como siempre caracterizó al PRF) al régimen de Stroessner a través del Semanario El Pueblo. 
En febrero de 1987, cuando una delegación de la Internacional Socialista, organización de la cual el PRF es miembro, visitó el país, Fernando Vera, así como los visitantes socialistas fueron espiados en todas sus actividades, lo que demostraba que la dictadura no dejaba actuar libremente a los febreristas. Inclusive, el nombre de Vera fue encontrado en el Archivo del Terror, lista de todos los opositores a la dictadura.
Fernando Vera también fue presidente de la Internacional Socialista en dos ocasiones.

## Senador
En 1989, con la caída de la dictadura de Stroessner, Vera se presenta como presidenciable por su partido en las elecciones generales del de 1 de mayo de 1989, luego fue elegido senador por el PRF. Impulsó, entre otras, la desmilitarización del país, luchando contra el Servicio Militar Obligatorio, la lucha por la derogación de las leyes 209 y 175, la modificación de la Ley de Jubilación. También luchó por mejorar los servicios del Instituto de Previsión Social (IPS), y por hacer efectiva la reforma agraria.

## Últimas actividades y fallecimiento
Fernando Vera fue en sus últimos años uno de los referentes históricos del PRF. En el 2007, se reunió con el que hoy es el presidente del Paraguay, Fernando Lugo, para aconsejarlo.
Falleció el 3 de marzo de 2010